# Ryszard Legutko

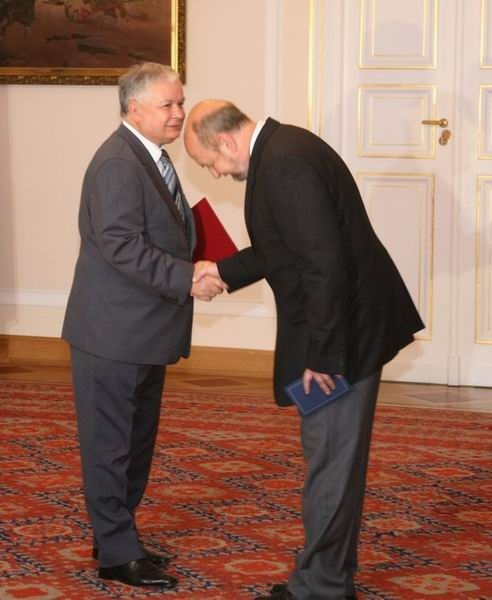
Prezydent Lech Kaczyński oraz minister edukacji narodowej Ryszard Legutko (13 sierpnia 2007)

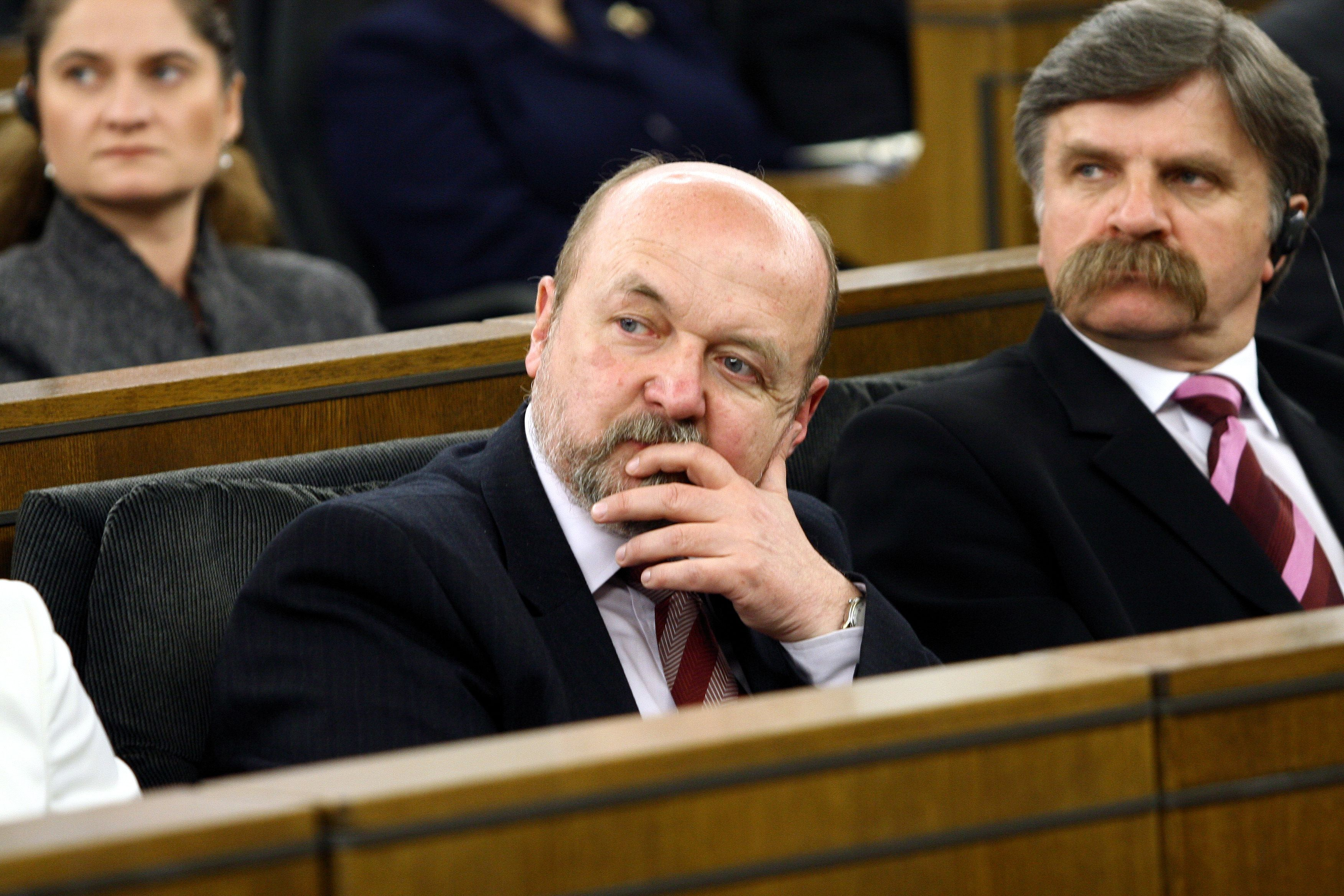
Ryszard Legutko i Krzysztof Putra podczas Zgromadzenia Posłów i Senatorów z okazji rocznicy uchwalenia Konstytucji 3 maja w Sali Obrad Senatu (2 maja 2007)

Ryszard Antoni Legutko (ur. 24 grudnia 1949 w Krakowie) – polski filozof, publicysta i polityk, profesor nauk humanistycznych, profesor zwyczajny Uniwersytetu Jagiellońskiego, autor książek o tematyce społeczno-politycznej, tłumacz i komentator dzieł Platona. Kawaler Orderu Orła Białego.
W latach 2005–2007 senator i wicemarszałek Senatu VI kadencji, w 2007 minister edukacji narodowej, w latach 2007–2009 sekretarz stanu w Kancelarii Prezydenta RP, od 2009 do 2024 poseł do Parlamentu Europejskiego VII, VIII i IX kadencji, przewodniczący i współprzewodniczący Europejskich Konserwatystów i Reformatorów.

## Życiorys

### Działalność naukowa i społeczna
Ukończył studia z zakresu filologii angielskiej w 1973 i z zakresu filozofii w 1976 na Uniwersytecie Jagiellońskim. W 1991 uzyskał stopień naukowy doktora habilitowanego (tytuł rozprawy habilitacyjnej: Krytyka demokracji w filozofii politycznej Platona). W 1998 otrzymał tytuł profesora nauk humanistycznych. Został nauczycielem akademickim na Uniwersytecie Jagiellońskim, w 2003 objął stanowisko profesora zwyczajnego tej uczelni. Specjalizuje się w filozofii politycznej i społecznej, filozofii starożytnej oraz historii filozofii. Członek Collegium Invisibile.
W latach 80. redagował w Krakowie podziemne czasopismo „Arka”. Do października 2005 pełnił funkcję prezesa Towarzystwa Edukacyjno-Naukowego Ośrodek Myśli Politycznej, którego w 1992 był współzałożycielem. Publikował m.in. w „Rzeczpospolitej”, „Życiu”, „Wprost”, „Nowym Państwie”, „Naszym Dzienniku” i w angielskojęzycznym „Critical Review”. Wszedł w skład rady programowej kongresu Polska Wielki Projekt. Był także współzałożycielem Fundacji Dyplomacja i Polityka.

### Działalność polityczna
W wyborach parlamentarnych w 2005 z ramienia Prawa i Sprawiedliwości w okręgu krakowskim uzyskał mandat senatora VI kadencji. Przewodniczył Polsko-Izraelskiej Grupie Parlamentarnej, był członkiem Komisji Praw Człowieka i Praworządności. Do 4 listopada 2007 pełnił też funkcję wicemarszałka Senatu.
Od 13 sierpnia 2007 do 16 listopada 2007 zajmował stanowisko ministra edukacji narodowej w rządzie Jarosława Kaczyńskiego, zastąpił na tym urzędzie Romana Giertycha. Kontynuował ideę poprzednika dotyczącą wprowadzenia mundurków szkolnych. Zmienił kanon lektur szkolnych, wprowadzając całość niektórych utworów zamiast ich fragmentów. Wprowadził do spisu lektur Pożogę Zofii Kossak-Szczuckiej poświęconą agresji bolszewików na Kresy Wschodnie. Uważał, że religia nie powinna być wliczana do średniej ocen szkolnych, czym wywołał krytyczną odpowiedź przedstawicieli episkopatu.
W wyborach parlamentarnych w 2007 bez powodzenia ponownie kandydował do Senatu. Od 4 grudnia 2007 do 16 kwietnia 2009 był sekretarzem stanu w Kancelarii Prezydenta Lecha Kaczyńskiego. W wyborach do Parlamentu Europejskiego w 2009 kandydował z pierwszego miejsca dolnośląsko-opolskiej listy Prawa i Sprawiedliwości, zdobywając mandat europosła. W PE przystąpił do grupy Europejskich Konserwatystów i Reformatorów. Został szefem delegacji PiS, a także członkiem Komisji Spraw Zagranicznych.
W 2012 Sąd Okręgowy w Krakowie w postępowaniu cywilnym uznał, że Ryszard Legutko naruszył dobra osobiste dwojga uczniów jednej z wrocławskich szkół średnich, którzy zorganizowali debatę dotyczącą istnienia krzyży w klasach, przez nazwanie ich „rozpuszczonymi smarkaczami”, nakazując przeproszenie w prasie i uiszczenie kwoty 5 tys. zł na cel społeczny. Sprawa była objęta programem spraw precedensowych Helsińskiej Fundacji Praw Człowieka.
Kandydował z ramienia PiS również w wyborach do Parlamentu Europejskiego w 2014, uzyskując mandat europosła VIII kadencji. Został przewodniczącym delegacji Prawa i Sprawiedliwości w PE, wiceprzewodniczącym, a w lipcu 2017 współprzewodniczącym grupy Europejskich Konserwatystów i Reformatorów.
W wyborach do Parlamentu Europejskiego w 2019 kandydował z listy komitetu wyborczego Prawo i Sprawiedliwość w okręgu wyborczym nr 10 (Kraków), uzyskując po raz kolejny mandat poselski. W czerwcu tegoż roku Ryszard Legutko ponownie został wybrany na współprzewodniczącego Europejskich Konserwatystów i Reformatorów (drugim współprzewodniczącym do października 2022 był Raffaele Fitto, którego w lutym 2023 zastąpił Nicola Procaccini). W IX kadencji został w PE także członkiem m.in. Komisji Kontroli Budżetowej, Komisji Gospodarczej i Monetarnej oraz Komisji Kultury i Edukacji. W 2024 zrezygnował z ubiegania się o reelekcję w wyborach do Parlamentu Europejskiego w tym samym roku.
Wszedł w skład komitetu wspierającego kandydaturę Karola Nawrockiego na prezydenta RP w wyborach w 2025.

## Odznaczenia i wyróżnienia
- Order Orła Białego – 2024[17]
- Złoty Medal „Zasłużony dla Nauki Polskiej Sapientia et Veritas” – 2023[18]
- Krzyż Wielki Orderu Zasługi – 2008, Portugalia[19]
- Krzyż Zasługi PRO SYRIA[20]
- Nagroda im. św. Grzegorza I Wielkiego przyznana przez miesięcznik „Niezależna Gazeta Polska – Nowe Państwo” – 2019[21]
- Nagroda TV Republika w kategorii „polityka” – 2021[22]
- Honorowa Nagroda im. Lecha Kaczyńskiego – 2022[23]
- Nagroda Strażnik Pamięci w kategorii „twórca” – 2022[24]
- Nagroda im. Księdza Idziego Radziszewskiego – 2022[25]
- Osobowość Roku Warmii i Mazur w kategorii „działalność społeczna” – 2023[26]
- „Człowiek Roku 2023” przyznany przez „Gazetę Polską” – 2024[27]
- Nagroda im. Jánosa Hunyadiego Fundacji Obywatelskich Węgier – 2024[28]

## Wybrane publikacje

### Tłumaczenia i komentarzedialogówPlatona
- Fedon (1995, 2018)
- Eutyfron (1998)
- Obrona Sokratesa (2003)
- Kriton (2017)

### Publikacje książkowe
- Bez gniewu i uprzedzenia. Szkice o książkach, ludziach i ideach (1989, ISBN 978-2-906354-02-9; Nagroda PEN Clubu)
- Krytyka demokracji w filozofii politycznej Platona (1990, ISBN 978-83-233-0376-3)
- Nie lubię tolerancji: szkice i felietony (1993, ISBN 978-83-85123-33-0)
- Spory o kapitalizm (1994, ISBN 978-83-7006-299-6)
- Etyka absolutna i społeczeństwo otwarte (1994, ISBN 83-86225-20-3; Nagroda im. Andrzeja Kijowskiego)
- Frywolny Prometeusz. Szkice i felietony (1995, ISBN 83-86225-75-0)
- I kto tu jest ciemniakiem (1996, ISBN 83-86225-06-8) – zbiór felietonów
- Tolerancja. Rzecz o surowym państwie, prawie natury, miłości i sumieniu (1997, ISBN 978-83-7006-602-4; Nagroda Ministra Edukacji Narodowej)
- Czasy wielkiej imitacji (1998, ISBN 978-83-86225-96-5) – zbiór felietonów
- Złośliwe demony (1999, ISBN 978-83-912177-1-9) – zbiór felietonów
- O czasach chytrych i prawdach pozornych (1999, ISBN 83-912177-0-1) – zbiór esejów
- Society as a Department Store: Critical reflections on the liberal state (2002, ISBN 0-7391-0371-7)
- Raj przywrócony (2005, ISBN 978-83-60125-05-2) – zbiór esejów
- A demokrácia csúfsága (2005, ISBN 978-963-9580-55-8)
- Podzwonne dla błazna (2006, ISBN 978-83-60125-65-6) – zbiór esejów
- Traktat o wolności (2007, ISBN 978-83-7453-763-6)
- Esej o duszy polskiej (2008, ISBN 978-83-60125-44-1; wyd. w jęz. rum.: Eseu despre sufletul polonez, 2018, ISBN 978-606-17-1349-3[29])
- Ošklivost demokracie a jiné eseje (2009, ISBN 978-80-7325-184-0)
- Triumf człowieka pospolitego (2012, ISBN 978-83-7785-089-3; wydanie w jęz. ang.: The Demon in Democracy: Totalitarian Temptations in Free Societies, 2016, ISBN 978-1-59403-863-1; wydanie w jęz. niem.: Der Dämon der Demokratie – Totalitäre Strömungen in liberalen Gesellschaften, 2017, ISBN 978-3-85418-176-7; wyd. w jęz. rum.: Triumful omului de rând, 2017, ISBN 978-606-17-1228-1[30]; wydanie w jęz. hiszp.: Los demonios de La Democracia. Tentaciones Totalitarias En Las Sociedades Libres, 2020, ISBN 978-84-1339-044-4; wydanie w jęz. słoweńskim: Demon v demokraciji. Totalitarne skušnjave v svobodnih družbah, 2023, ISBN 978-961-04-0960-1[31])
- Antykaczyzm (2013, ISBN 978-83-7595-577-4[32])
- Sokrates. Filozofia męża sprawiedliwego (2013, ISBN 978-83-7785-022-0; Nagroda Literacka im. Józefa Mackiewicza)
- Polska, Polacy i suwerenność (2014, ISBN 978-83-7595-884-3) – zbiór felietonów
- Filozofia presokratyków. Od Talesa do Demokryta (2020, ISBN 978-83-66112-25-4)
- The Cunning of Freedom. Saving the self in an age of false idols (2021, ISBN 978-1-64177-137-5)